# Telipna katangae
Telipna katangae är en fjärilsart som beskrevs av Henry Stempffer 1961. Telipna katangae ingår i släktet Telipna och familjen juvelvingar. Inga underarter finns listade i Catalogue of Life.